# Nicolaus Einhorn
Nicolaus Einhorn (* 1940 in Dresden) ist ein deutscher Autor und Gründer des S Press Tonbandverlags.

## Leben und Werk
Nikolaus Einhorn studierte Germanistik, Anglistik, Philosophie und Pädagogik in München. Raoul Hausmann und John Cage gehören zu seinen Vorbildern. Bis 1979 war er als Gymnasiallehrer tätig und seit 1981 als Gestalttherapeut. Parallel dazu machte er von 1969 bis 1984 Rundfunksendungen über Autoren akustischer Literatur. 1987 nahm er in der Abteilung Akustische Poesie an der documenta 8 in Kassel teil.
Er war 1970 Mitbegründer des S-Press Verlages für Akustische Poesie und arbeitet daran, ein Archiv für internationale Akustische Poesie aufzubauen.